# Сэндерсон, Кэл
Кэл Норман Сэндерсон (англ. Cael Norman Sanderson; род. 20 июня 1979, Солт-Лейк-Сити, Юта, США) — американский борец вольного стиля, чемпион летних Олимпийских игр 2004 года в Афинах и серебряный призёр чемпионата мира 2003.

В 2003-2004 годах был обладателем приза Джона Смита, вручаемого лучшему борцу-вольнику года в  США.